# La niña blanca y los pájaros sin pies
La Niña Blanca y los Pájaros sin Pies es una obra literaria de la escritora Rosario Aguilar, publicada en su primera edición en 1992, por Anamá Ediciones Centroamericanas. La novela cuenta la historia de una periodista nicaragüense, que se enamora de un periodista español que se encuentra en Managua como corresponsal en las Elecciones Presidenciales de 1990; mientras ella prepara su primera novela, sobre las vidas de seis mujeres en el siglo XVI. 
"La niña blanca y los pájaros sin pies (1992), ofrece una re-visión de la conquista española de Centroamérica y lo que sería la tierra de Nicaragua a través de la incorporación de una serie de mujeres que usa de la multiplicidad narrativa para resaltar las consecuencias pluridimensionales de la Conquista." (Mantero: 2010)
La novela está formada por 11 capítulos: narraciones en primera persona en la que se intercala la historia de la periodista con las historias que escribe para su novela. 
La novela fue adaptada al teatro bajo el nombre "The Indian Queen, La Malinche o Doña Luisa", por el Teatro Real de Madrid en 2014.